# Marco Rosafio
Marco Rosafio (Coira, 19 marzo 1994) è un calciatore italiano con cittadinanza svizzera, attaccante del Team Altamura.

## Caratteristiche tecniche
Attaccante molto duttile, rapido e bravo nell'uno contro uno, ha iniziato la carriera come ala, per venire poi impiegato dall'allenatore Roberto Venturato come seconda punta o prima punta; ha dichiarato di ispirarsi ad Arjen Robben.

## Carriera
Nato a Coira, in Svizzera, ma originario di Patù, in provincia di Lecce, ha iniziato a giocare a calcio con il club elvetico, prima di fare ritorno in Italia. Cresciuto nel settore giovanile del Lecce, ha esordito con la prima squadra dei salentini il 4 ottobre 2012, nella partita di Coppa Italia Lega Pro vinta per 2-1 contro il Martina, segnando la seconda rete. Il 14 agosto 2013 viene ceduto in prestito al Viareggio; rientrato al Lecce, vi rimane fino al 2015, quando si trasferisce a titolo temporaneo al Forlì.
Il 9 settembre seguente passa, sempre in prestito, al Monopoli; il 23 luglio 2016 viene acquistato a titolo definitivo dalla Juve Stabia. Svincolatosi dopo una stagione deludente con le Vespe, viene quindi tesserato dal Messina, scendendo per la prima volta in carriera in Serie D. Dopo un'ottima stagione a livello individuale, conclusa con 12 reti segnate, si trasferisce alla Cavese, ritrovando così l'allenatore Giacomo Modica, con il quale aveva condiviso l'esperienza in Sicilia.
Il 12 giugno 2019 passa al Cittadella, salendo così in Serie B. Il 17 ottobre 2020, sigla la sua prima rete in serie cadetta, nella partita pareggiata per 1-1 in trasferta contro il Cosenza.
Il 3 agosto 2021 viene ceduto a titolo definitivo per 225.000 euro alla Reggiana in Serie C dove firma un contratto biennale. Il 12 giugno 2023 viene comunicato che non avrebbe rinnovato il contratto con il club in scadenza il 1º luglio seguente.
Il 12 agosto 2023 firma da svincolato con la SPAL. Sigla la sua prima rete in Bianco-Azzurro il 25 novembre del 2023, siglando la rete del momentaneo vantaggio Ferrarese nel pareggio interno contro l'Ancona (2-2).
Il 4 gennaio 2024 viene ceduto in prestito al Messina, facendo ritorno al club siciliano dopo 5 anni e mezzo.
Il 28 agosto 2024 viene ceduto a titolo definitivo al Potenza, stipulando un contratto annuale con opzione di rinnovo per un ulteriore anno.

## Statistiche

### Presenze e reti nei club
Statistiche aggiornate al 7 maggio 2025.
| Stagione           | Squadra            | Campionato         | Campionato | Campionato | Coppe nazionali | Coppe nazionali | Coppe nazionali | Coppe continentali | Coppe continentali | Coppe continentali | Altre coppe | Altre coppe | Altre coppe | Totale | Totale |
| Stagione           | Squadra            | Comp               | Pres       | Reti       | Comp            | Pres            | Reti            | Comp               | Pres               | Reti               | Comp        | Pres        | Reti        | Pres   | Reti   |
| ------------------ | ------------------ | ------------------ | ---------- | ---------- | --------------- | --------------- | --------------- | ------------------ | ------------------ | ------------------ | ----------- | ----------- | ----------- | ------ | ------ |
| 2012-2013          | Lecce              | 1D                 | 1          | 0          | CI+CI-LP        | 0+4             | 0+1             | -                  | -                  | -                  | -           | -           | -           | 5      | 1      |
| 2013-2014          | Viareggio          | 1D                 | 27         | 4          | CI+CI-LP        | 0+0             | 0               | -                  | -                  | -                  | -           | -           | -           | 27     | 4      |
| 2014-gen. 2015     | Lecce              | LP                 | 5          | 0          | CI+CI-LP        | 2+1             | 1+0             | -                  | -                  | -                  | -           | -           | -           | 8      | 1      |
| Totale Lecce       | Totale Lecce       | Totale Lecce       | 6          | 0          |                 | 7               | 2               |                    | -                  | -                  | -           | -           | -           | 13     | 2      |
| gen.-giu. 2015     | Forlì              | LP                 | 16+2       | 1+0        | CI-LP           | 0               | 0               | -                  | -                  | -                  | -           | -           | -           | 18     | 1      |
| 2015-2016          | Monopoli           | LP                 | 20         | 1          | CI-LP           | 1               | 0               | -                  | -                  | -                  | -           | -           | -           | 21     | 1      |
| 2016-2017          | Juve Stabia        | LP                 | 10+1       | 2          | CI+CI-LP        | 1+1             | 0               | -                  | -                  | -                  | -           | -           | -           | 13     | 2      |
| lug-ago. 2017      | Juve Stabia        | C                  | 0          | 0          | CI+CI-C         | 2+0             | 0               | -                  | -                  | -                  | -           | -           | -           | 2      | 0      |
| Totale Juve Stabia | Totale Juve Stabia | Totale Juve Stabia | 10+1       | 2          |                 | 4               | 0               |                    | -                  | -                  |             | -           | -           | 15     | 2      |
| set. 2017-2018     | Messina            | D                  | 31         | 12         | CI-D            | 0               | 0               | -                  | -                  | -                  | -           | -           | -           | 31     | 12     |
| 2018-2019          | Cavese             | C                  | 30         | 6          | CI-C            | 2               | 0               | -                  | -                  | -                  | -           | -           | -           | 32     | 6      |
| 2019-2020          | Cittadella         | B                  | 20+1       | 0          | CI              | 1               | 0               | -                  | -                  | -                  | -           | -           | -           | 22     | 0      |
| 2020-2021          | Cittadella         | B                  | 30+3       | 2          | CI              | 2               | 1               | -                  | -                  | -                  | -           | -           | -           | 35     | 3      |
| Totale Cittadella  | Totale Cittadella  | Totale Cittadella  | 50+4       | 2          |                 | 3               | 1               |                    | -                  | -                  |             | -           | -           | 57     | 3      |
| 2021-2022          | Reggiana           | C                  | 30+2       | 7          | CI-C            | 1               | 0               | -                  | -                  | -                  | -           | -           | -           | 33     | 7      |
| 2022-2023          | Reggiana           | C                  | 29         | 1          | CI+CI-C         | 1               | 1               | -                  | -                  | -                  | SC-C        | 2           | 1           | 32     | 3      |
| Totale Reggiana    | Totale Reggiana    | Totale Reggiana    | 59+2       | 8          |                 | 2               | 1               |                    | -                  | -                  |             | 2           | 1           | 65     | 10     |
| 2023-gen. 2024     | SPAL               | C                  | 10         | 1          | CI-C            | 2               | 1               | -                  | -                  | -                  | -           | -           | -           | 12     | 2      |
| gen.-giu. 2024     | Messina            | C                  | 16         | 2          | CI-C            | 0               | 0               | -                  | -                  | -                  | -           | -           | -           | 16     | 2      |
| ago. 2024          | SPAL               | C                  | 1          | 0          | CI-C            | 1               | 0               | -                  | -                  | -                  | -           | -           | -           | 2      | 0      |
| Totale SPAL        | Totale SPAL        | Totale SPAL        | 11         | 1          |                 | 3               | 1               |                    | -                  | -                  |             | -           | -           | 14     | 2      |
| ago. 2024-2025     | Potenza            | C                  | 28+2       | 5          | CI-C            | 1               | 0               | -                  | -                  | -                  | -           | -           | -           | 31     | 5      |
| Totale carriera    | Totale carriera    | Totale carriera    | 294+11     | 44         |                 | 23              | 5               |                    | -                  | -                  |             | 2           | 1           | 340    | 50     |

## Palmarès

### Club

#### Competizioni nazionali
- Serie C: 1

Reggiana: 2022-2023 (girone B)